# Dramas rurales
Dramas rurales, (Drames rurals en catalán) publicado 1902, es una compilación de doce cuentos de la autora Caterina Albert, con el apodo de Víctor Català, cinco de los cuales ya habían sido publicados individualmente en la revista Joventut: "La envidia", "La explosión", "Agonía", "Idilio estéril" y "La vieja". En este último la autora había utilizado como subtítulo el calificativo "drama rural" que da título a su primera compilación.
Desde su publicación, el libro tuvo un gran eco. La primera edición se agotó rápidamente y, antes de acabar el mismo año 1902, surgió la segunda edición donde se incluyeron "Los juicios críticos", firmados por algunas de las personas del mundo de la literatura más representativas de la época.
Son cuentos plásticamente potentes con muchas dualidades presentes. También se hacen muchas comparaciones y anticipaciones al final del cuento.

## Ruego
Como prólogo de la compilación la misma Víctor Català escribió un pequeño texto donde avisa a la oportuna damisela ciudadana, de ademán señorial, la de cuerpo languidecido y rostro pálido, la de ojos soñadores y labios tristes que no lea este libro porque es demasiado para ella, que quizás se asustará. Es claramente un reclamo para todas aquellas mujeres de ciudad que al leer esto, despertarían su curiosidad y comenzarían a leerlo ávidamente, pero la mayoría sin entender su verdadero tema.

## Cuentos

### Met de las Conques
Titulado En Met de les Conques en catalán.
Se cuenta la vida de un hombre que nunca fue educado emocionalmente y encuentra refugio en la religión, imaginándose a Jesús que le habla y le ordena que haga una peregrinación. Finalmente, cuando vuelve de la peregrinación cae dentro de un agujero donde muere agónicamente dos días después.

### Idilio estéril
Titulado Idil·li xorc en catalán. Narra el idilio de dos mendigos (Tit y Laia) que, conversando y por necesidad de dinero acaban decidiendo casarse. Una vez casados, al salir de la iglesia, el pueblo empieza a apedrearlos con tan mala suerte que matan a Tit.

### Parricidio
Titulado Parricidi en catalán. Lena está casada con Felet y tienen un hijo, Titet. Una noche en la que Felet se va a emborracharse a la taberna, Lena recibe la visita de uno de sus amantes, que celoso de verla con otro, la asesina cruelmente con un cuchillo. Al huir por la ventana, un trozo de su bolsillo queda enganchado al marco. Felet llega bebido y sin darse cuenta de nada, se duerme junto al cadáver en un charco de sangre. El día siguiente el niño sale a la calle y hace que las vecinas entren a la casa a ver qué pasa. Descubren el cadáver de Lena junto a Felet dormido. Lo despiertan y él, no entiende qué pasa. Mientras esto pasa Titet se guarda el trozo de bolsillo que había a la ventana para jugar. Felet no se acuerda de nada y es encarcelado por el crimen.

### Descalabro
Titulado Daltabaix en catalán. Un torrente separa el pueblo en dos mitades. En la parte alta, cerca del barranco, vive el abuelo Palau, un anciano que dedica su vida a sentarse en el poyo y, hierático, ve pasar el tiempo. Éste tiene dos hijos, Quim y Verí (veneno en castellano), este último un tipo violento y antipático. Un día, Verí se casa con una chica del pueblo vecino, Doloretes (algo así como Dolorcitos en castellano). Tienen un hijo a quien el abuelo llama Llombric (lombriz). Cuatro años después, Verí vuelve a casa con un carro repleto de leña pero el asno no quiere moverse y él y su hermano queman unas escobas y se las colocan bajo la barriga. El animal sale despavorido con tan mala suerte que arrastra consigo a Verí, embiste al abuelo Palau y atropella a Llombric, matándolos a los tres. Al final, Quim echa de casa a la mujer de Verí y esta se ve obligada a pedir puerta a puerta. En esta etapa siempre la ayudará su vecina, que ya al principio había anticipado que iba a acabar mal.

### El Pastor
Titulado El Pastor en catalán. Ton es un labrador que ama su campo más que su mujer o su sobrina. Dedica toda su vida a él y lo cuida con todos los mimos. Pero un día se encuentra el campo destrozado por un rebaño. Ton decide poner una trampa al rebaño y al pastor dejando por el campo unos higos con anzuelos dentro. Había sido el rebaño de Nasi, un pastor cruel que se dedica a destrozar los campos de los labradores. Nasi, al descubrir sus ovejas heridas por los higos de Ton, decide esperar al labrador. Cuando Nasi y Ton se encuentran, pelean y el pastor acaba matando al labrador y le tira al río atado a unos peñascos para que no flotara.

### La Vieja
Titulado La Vella en catalán. La vieja de casa el Manyo es una vieja paralítica que se quedó así porque un día la atropelló una carreta. La vieja, incapacitada de por vida, es ignorada por la familia, que la ve como una carga inservible. Un día, cuando todo el mundo se encuentra trabajando lejos de la casa, se prende fuego en el hogar con la vieja dentro, incapaz de moverse ni pedir auxilio.

### El Injerto
Titulado L'Empelt en catalán. El abuelo Ordis tuvo un hijo con su mujer, a quién todo el mundo denominaba el Chico de Ordis. La mujer murió y el abuelo tuvo una aventura con una mujer de mala reputación, con la que desgraciadamente tuvo otro hijo, el Pequeño de Ordis. Ambos hermanos no se parecían en nada, el Pequeño de Ordis era cruel, había sido denunciado muchas veces y estuvo en prisión. El Chico de Ordis era trabajador, buena persona y muy apreciado por el pueblo. Una noche, después que el Chico de Ordis recibiera un aviso por parte del sereno del pueblo que le rondaba un ladrón por casa, el Chico vigilaba la casa con una escopeta. El ladrón resultó ser el Pequeño, a quien su hermano no pudo castigar porque eran hijos del mismo padre.

### Agonía
Titulado Agonia en catalán. La mujer de Minguet, la Bel, confiesa a su marido a punto de morirse ésta que se quedó embarazada de otro hombre, el médico que la visita, el señor Ramon. Éste hijo es el heredero, mientras que el hijo pequeño que sí es de Minguet, tuvo que servir al ejército ya que no pudieron pagar para que este no fuese a la guerra. La Bel, con su último aliento le hace prometer a Minguet, que la perdonará a ella y al señor Ramon.

### Sombras
Titulado Ombres en catalán. Maleneta y Rita son dos primas que se quieren mucho, pero que con el paso del tiempo, se tienen que separar para formar sus respectivas familias. Rita se casará con Geniset y Maleneta con un heredero. Pasan los años y un día Maleneta llegará a casa de Rita, llorando y pidiendo una cama para dormir. Rita y Geniset preguntan qué ha pasado y él va a ver al marido de la prima pero ninguno de los dos dará ninguna respuesta. La prima de Maleneta y su marido la convencen para que vuelva a casa suya, pero una semana después Maleneta vuelve mucho peor que antes. El médico la va a ver y su diagnóstico es que Maleneta está loca. Nunca se sabrá qué pasó con Maleneta y su marido, porque este se va a vivir en Argentina con su hijo.

### La explosión
Titulado L'explosió en catalán. Peret y Quimeta son una pareja feliz. Él ha cambiado últimamente de carácter, ahora es más terco, más arisco y no deja de hablar sobre ideas anarquistas, ya que se relaciona con un grupo anarquista y va a sus charlas. Quimeta está preocupada por su marido y le intenta convencer para que recupere su trabajo anterior, en el taller del señor Eladi. Él se niega. Una tarde, sin que su marido lo sepa, Quimeta va al taller del señor Eladi para que le devuelva el trabajo a su marido, mientras tanto peret decide poner una bomba al taller del señor Eladi. Cuando se da cuenta de que su mujer está adentro, es demasiado tarde.

### Nochebuena
Título en castellano en la versión original. Máxima es una vieja de casi ochenta años, amiga de otras dos viejas del pueblo, Marcona y Mariagneta. Como cada domingo hacen una partida de cartas en casa de Marcona. Ese domingo es Nochebuena y Máxima duerme a su gata para poder irse tranquila a la partida. De camino hacia casa de Marcona se cruza con Pere Anton, un vago del pueblo. Al volver de la partida que se convirtió en una fiesta de todo el pueblo, Máxima se encuentra con Pere Anton en su casa, que la espera para matarla. Pere Anton asfixió Máxima bajo su colchón.

### La envidia
Titulado L'enveja en catalán. Narra la desesperación de una pareja que no pueden tener hijos para buscar el hijo anhelado y los sentimientos de celos que sienten por las otras parejas. En el pueblo los denominan los Forros.